# 陆家嘴中心绿地

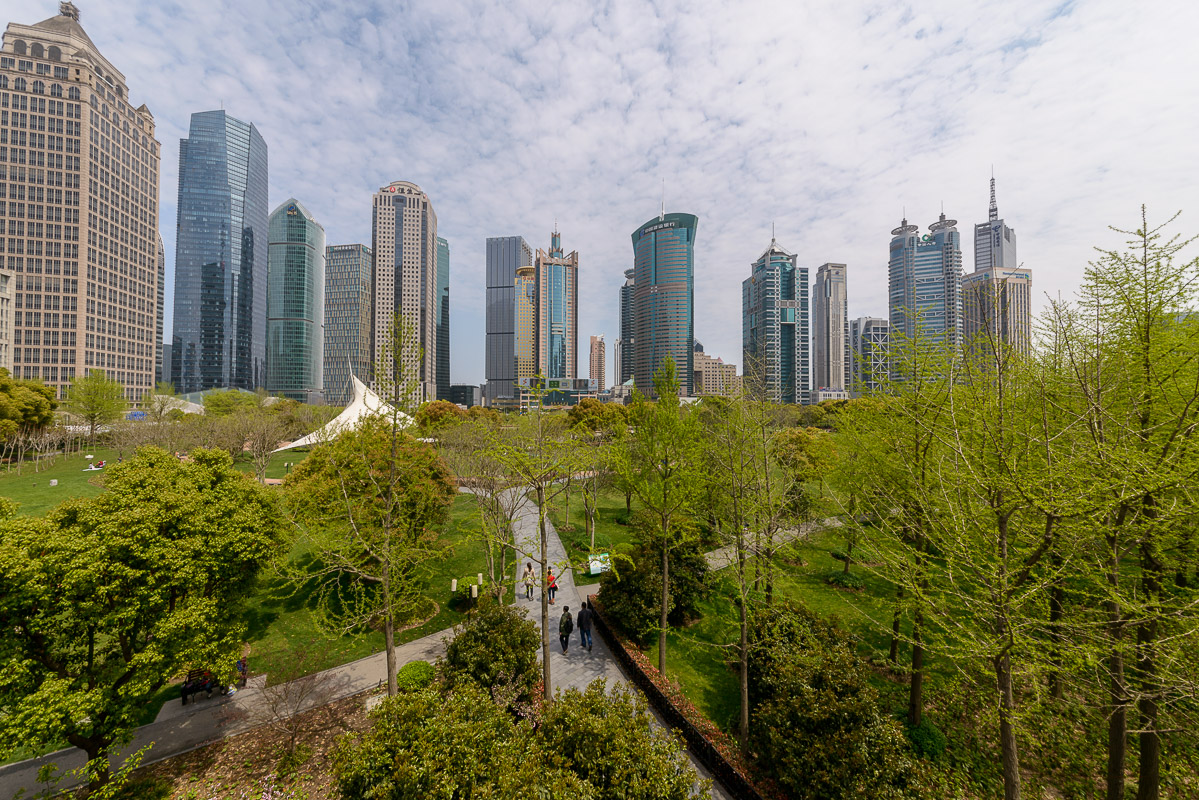
陆家嘴中心绿地景观

陆家嘴中心绿地是一块位于上海市浦东新区陆家嘴核心区域的开放式草坪，具体位置为陆家嘴东路15号，共占地10公顷。因其位于的核心位置，故绿地四面被高楼所环绕。其西面有上海中银大厦、交银金融大厦、上海银行大厦等；东面有恒生银行大厦、世界金融大厦等；南面有上海目前最高的环球金融中心和金茂大厦等；北面则有时代金融中心和招商银行上海大厦等。因此陆家嘴中心绿地也成为了陆家嘴的一个著名景点，吸引了众多游人。开放时间为早上8点至晚上10点。
陆家嘴中心绿地共投资8亿元，拆迁安置了三千五百多户居民后，在1997年7月1日开始开放使用。

## 公园设施

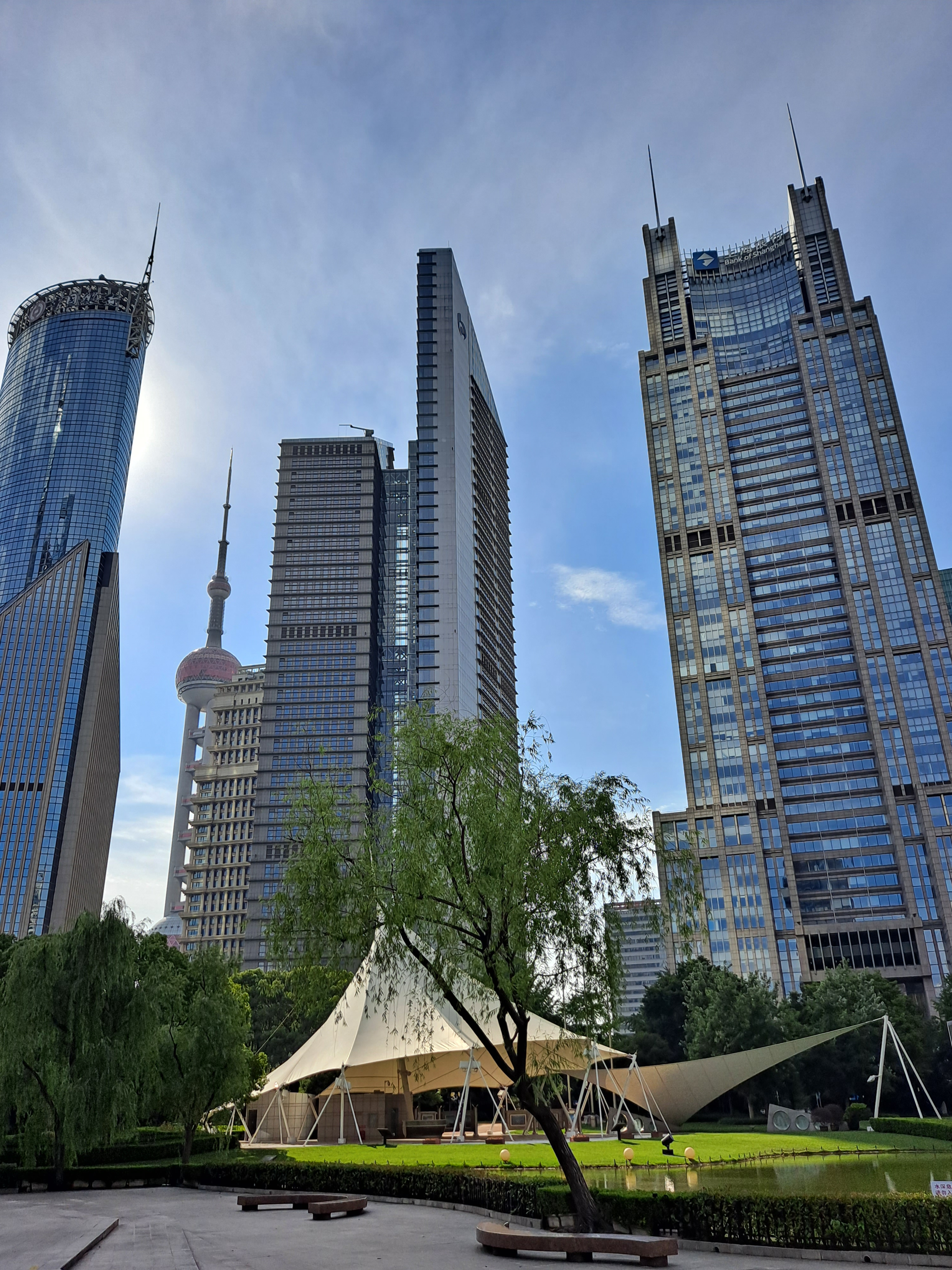
陆家嘴中心绿地

陆家嘴中心绿地内地形高低起伏，大片绿地中有一片人工湖，湖中央装有水柱喷射能高达80米的主喷泉，旁设双层环形副喷泉。湖畔设有近水平台，一旁还建有一大型白色观景蓬。绿地中的道路呈现上海市花白玉兰的图案。绿地沿陆家嘴东路边还有一历史建筑为原陈桂春住宅，现为吴昌硕纪念馆。

## 交通
- 地铁2号线陆家嘴站
- 公交82、81、01、795、85、隧道三线、四线、六线